# Кисть (приток Шахи)
Кисть (Рокша) — река в России, протекает большей частью в Юрьев-Польском районе Владимирской области, устье находится в Переславском районе Ярославской области. Устье реки находится в 34 км по правому берегу реки Шаха от её устья. Длина реки составляет 18 км, площадь водосборного бассейна — 71,8 км².
Крупнейшие притоки: Гремячий (справа), Любань (справа).
Сельские населённые пункты у реки: Березники, Борисовка, Выползово, Горки, Ворогово, Кокорекино; напротив устья — Петрищево.
Между Выползово и Горками русло перекрыто плотиной, образовано водохранилище.

## Данные водного реестра
По данным государственного водного реестра России относится к Окскому бассейновому округу, водохозяйственный участок реки — Нерль от истока и до устья, речной подбассейн реки — бассейны притоков Оки от Мокши до впадения в Волгу. Речной бассейн реки — Ока.
Код объекта в государственном водном реестре — 09010300812110000032319.